# Câmara dos Representantes de Granada
A Câmara de Representantes é a Câmara Baixa do Parlamento de Granada. Ele tem 15 membros, eleitos para um mandato de cinco anos em um único assento eleitorado. Os membros são, para cada assento e partido, listados abaixo:
| Assento localização           | Representante          | Partido                        |
| ----------------------------- | ---------------------- | ------------------------------ |
| Carriacou e Petite Martinique | Elvin Nimrod           | Novo Partido Nacional          |
| Saint Andrew Nordeste         | Roland Bhola           | Novo Partido Nacional          |
| Saint Andrew Noroeste         | Alleyne Walker         | Congresso Nacional Democrático |
| Saint Andrew Sudeste          | Patrick Simmons        | Congresso Nacional Democrático |
| Saint Andrew Sudoeste         | Sylvester Quarless     | Congresso Nacional Democrático |
| Saint David                   | Denis Lett             | Congresso Nacional Democrático |
| Saint George Nordeste         | Nazim Burke            | Congresso Nacional Democrático |
| Saint George Noroeste         | Keith Mitchell         | Novo Partido Nacional          |
| Saint George Sul              | Glynis Roberts         | Congresso Nacional Democrático |
| Saint George Sudeste          | Karl Hood              | Congresso Nacional Democrático |
| Saint George's                | Peter David            | Congresso Nacional Democrático |
| Saint John                    | Michael Church         | Congresso Nacional Democrático |
| Saint Mark                    | Clarice Modeste-Curwen | Novo Partido Nacional          |
| Saint Patrick Leste           | Tillman Thomas         | Congresso Nacional Democrático |
| Saint Patrick Oeste           | Joseph Gilbert         | Congresso Nacional Democrático |

## Sumário da eleição 2008
| Partidos                       | Votos  | %     | +/–  | Assentos | +/– |
| ------------------------------ | ------ | ----- | ---- | -------- | --- |
| Congresso Nacional Democrático | 29,007 | 50.97 | +5.4 | 11       | +4  |
| Novo Partido Nacional          | 27,189 | 47.77 | –0.2 | 4        | –4  |
| Plataforma de Trabalho         | 478    | 0.84  | –2.4 | —        | ±0  |
| Good Ole Democracia            | 3      | 0.01  | —    | —        | —   |
| Independentes                  | 12     | 0.02  | —    | —        | —   |
| Votos inválidos                | 222    | 0.39  | —    | —        | —   |
| Total (afluência 80.3%)        | 56,911 | 100.0 |      | 15       |     |
| Eleitores inscritos            | 70,869 |       |      |          |     |
| Fonte: Grenada Broadcast       |        |       |      |          |     |